# 18-я стрелковая дивизия (СССР, 1918)
18-я Ярославская Краснознамённая стрелковая дивизия — общевойсковое соединение РККА, принимавшее участие в гражданской войне, в Советско-польской войне 1919—1921 и Советско-финской войне 1939—1940 гг..
Дивизия сформирована 26 ноября 1918 года из войск Архангельского, Вельского и части войск Котласского районов.

## История
В период с ноября 1918 по май 1921 года последовательно входила в состав 6-й армии, 7-й армии, 15-й армии, 4-й армии, Резервной группы Западного фронта, 3-й армии, 15-й армии, 9-й армии, 11-й армии. Участвовала в оборонительных боях на архангельском и котласском направлениях, в Шенкурской операции 1919 года, в боях за Архангельск и Онегу.
Весной 1920 года включена в состав Западного фронта, принимала участие в Майской, Июльской, Варшавской наступательных операциях, после отступления перешла на территорию Восточной Пруссии, где была интернирована. В ноябре 1920 года дивизия включена в состав Кавказского фронта, участвовала в боях с бело-зелёными на Кубани, принимала участие в Эриванской операции.
С 1921 года располагалась в Ярославле. В 1928 году дивизия награждена Почётным революционным Красным Знаменем. В период с 1923 по 1935 гг. являлась территориальной дивизией. В 1936 году передислоцирована в Ленинградский военный округ, располагалась в Карелии.
С 30 ноября 1939 года по март 1940 года принимала участие в Советско-финляндской войне 1939—1940 гг (командир до 28.2.1940 И. Н. Черепанов). Входила в состав 56-го стрелкового корпуса 8-й армии, вела наступление на Уома — Кителя — Импилахти — Сортавала. Попала в окружение в районе Леметти и была разгромлена противником. Дивизия потеряла 12 000 военнослужащих, комиссар М. Израецкий застрелился, командир Г. Кондрашев был тяжело ранен, позднее арестован и расстрелян по приговору трибунала. Знамя дивизии было захвачено финской армией. В апреле 1940 года дивизия была расформирована. В настоящее время знамя дивизии в качестве трофея хранится в музейном фонде Финляндии.

## Награды дивизии
- 29 февраля 1928 года — Почетное Революционное Красное Знамя — награждена постановлением Президиума Центрального Исполнительного Комитета СССР от 29 февраля 1928 года в ознаменование десятилетия РККА и отмечая боевые заслуги на различных фронтах гражданской войны, начиная с 1918—1919 года.[3]

## Состав

### 1939 год
- управление
- 97-й стрелковый полк,
- 208-й стрелковый полк,
- 316-й стрелковый полк,
- 12-й гаубичный полк,
- 3-й разведывательный батальон,
- 381-й отдельный танковый батальон,
- 3-й артиллерийский полк
- другие формирования.

## Командование дивизии

### Командиры дивизии
- Ленговский, Александр Николаевич, 26 ноября — 1 декабря 1918 года
- Уборевич, Иероним Петрович, 1 декабря 1918 — 29 сентября 1919 года
- Бобров, Николай Михайлович, 30 сентября — 26 ноября 1919 года
- Филипповский, Михаил Сергеевич, 26 ноября — 23 марта 1920 года
- Буренин, Борис Анатольевич, 23 марта — 25 августа 1920 года
- Угрюмов, Леонтий Яковлевич, 10 сентября — 25 декабря 1920 года
- Ширмахер, Александр Генрихович, 25 декабря 1920 — 24 мая 1921 года
- Самсонов, Владимир Степанович (1922)
- Федько, Иван Федорович, 13 февраля 1922 — 25 апреля 1924 года
- Фесенко, Дмитрий Семёнович, 25 мая 1925 — октябрь 1927 года
- Ефремов, Михаил Григорьевич, июль 1928 — 15. марта 1931 года
- Клыков, Николай Кузьмич, 15 марта 1931 — 11 марта 1935 года
- Хозин, Михаил Семёнович, комдив, с 11 мая 1935 по 13 марта 1937 года
- Болдин, Иван Васильевич, комбриг, с 17 февраля 1938 комдив, с 13 апреля 1937 по 31 января 1938 года
- Черепанов, Иван Николаевич, комбриг, февраль 1938 — март 1939 года. Покончил с собой 8 марта 1940 года (9.03.1940? — КП)
- Кондрашев, Григорий Фёдорович[4], комбриг, март 1939 — март 1940. Арестован 15 марта 1940 года. Расстрелян 29 августа 1940 года[5]. Реабилитирован 30 декабря 1968 года
- Алексеев, Зиновий Нестерович, полковник, исполняющий должность, март 1940.

### Военные комиссары
- Куприянов, Иван Филиппович, 26 ноября 1918 — 1 августа 1919 года
- Алёшин, Андрей Алексеевич, 1 августа — 11 ноября 1919 года
- Смолин А. М., 11 ноября — 15 ноября 1919 года (временно исполняющий должность)
- Куприянов, Иван Филиппович, 15 ноября 1919 — 16 июня 1920 года
- Реймер, Карл Николаевич, 12 сентября — 24 декабря 1920 года
- Ткачёв, Иван Федорович, 24 декабря 1920 — 24 мая 1921 года
- Полянский, Никифор Александрович (1921—1923)
- Коробов, Трофим Тимофеевич, бригадный комиссар, декабрь 1934 — октябрь 1937 года
- Израецкий, Исаак Иосифович, январь 1939 — 29 февраля 1940 (погиб в бою), полковой комиссар[6].

### Начальники артиллерии
- Оппман, Вацлав Максимилианович до ноября 1924 г. — начальник артиллерии дивизии. С ноября 1924 г. — командир лёгкого артиллерийского полка.